# Boubacar Fofana (labdarúgó, 1998)
Boubacar Fofana (Párizs, 1998. szeptember 7. –) francia labdarúgó, a svájci Servette csatárja.

## Pályafutása
Fofana a francia fővárosban, Párizsban született. Az ifjúsági pályafutását a Champs-sur-Marne és a Torcy csapatában kezdte, majd 2014-ben a Bastia akadémiájánál folytatta.
2017-ben mutatkozott be az Épinal felnőtt keretében. 2018-ban a Saint-Priest szerződtette. 2019-ben a másodosztályú Gazélec Ajaccio, majd a Lyon B csapatához igazolt. 2020. október 1-jén négyéves szerződést kötött a svájci első osztályban szereplő Servette együttesével. Először a 2020. október 17-ei, Young Boys ellen 0–0-ás döntetlennel zárult mérkőzésen lépett pályára. Első gólját 2020. december 17-én, a Sion ellen 1–1-es döntetlennel végződő találkozón szerezte meg.

## Statisztika
2022. november 9. szerint.
| Klub            | Szezon   | Bajnokság          | Bajnokság | Bajnokság | Kupa  | Kupa  | Nemzetközi | Nemzetközi | Összesen | Összesen |
| Klub            | Szezon   | Bajnokság          | Mérk.     | Gólok     | Mérk. | Gólok | Mérk.      | Gólok      | Mérk.    | Gólok    |
| --------------- | -------- | ------------------ | --------- | --------- | ----- | ----- | ---------- | ---------- | -------- | -------- |
| Gazélec Ajaccio | 2018–19  | Ligue 2            | 3         | 0         | 0     | 0     | —          | —          | 3        | 0        |
| Servette        | 2020–21  | Swiss Super League | 23        | 6         | 2     | 0     | —          | —          | 25       | 6        |
| Servette        | 2022–23  | Swiss Super League | 14        | 3         | 2     | 1     | —          | —          | 16       | 4        |
| Servette        | Összesen | Összesen           | 37        | 9         | 4     | 1     | 0          | 0          | 41       | 10       |
| Összesen        | Összesen | Összesen           | 40        | 9         | 4     | 1     | 0          | 0          | 44       | 10       |

## Fordítás
Ez a szócikk részben vagy egészben  a   Boubacar Fofana (footballer, born 1998) című angol Wikipédia-szócikk fordításán alapul.  Az eredeti cikk szerkesztőit annak laptörténete sorolja fel. Ez a jelzés csupán a megfogalmazás eredetét és a szerzői jogokat jelzi, nem szolgál a cikkben szereplő információk forrásmegjelöléseként.